# Zygmunt Malanowicz
Zygmunt Malanowicz (ur. 4 lutego 1938 w Korkożyszkach, zm. 4 kwietnia 2021 w Warszawie) – polski aktor teatralny, filmowy i telewizyjny, reżyser i scenarzysta.
Rozpoznawalność przyniosła mu rola Chłopaka w kultowym filmie Romana Polańskiego Nóż w wodzie (1961). Grał też w filmach Andrzeja Wajdy – Polowanie na muchy (1969) i Krajobraz po bitwie (1970) oraz Bohdana Poręby – Hubal (1973), Jarosław Dąbrowski (1975), Polonia Restituta (1980) i Penelopy (1988). Występował w teatrach: Ziemi Lubuskiej w Zielonej Górze (1962–1963), Polskim w Poznaniu (1963–1966), Ludowym w Krakowie (1966–1971), Powszechnym w Łodzi (1975–1978) i im. Stefana Żeromskiego w Kielcach (1978–1980). Od 1980 związał się ze sceną warszawską, gdzie występował w teatrach: Studio (1980–1982), Rozmaitości (1982–1991 i 2003–2008), Dramatycznym (2000–2003) i Nowym (od 2008 do śmierci).

## Życiorys

### Młodość
Urodził się na Wileńszczyźnie w rodzinie o korzeniach polsko-rosyjskich jako syn Anny (z domu Barzdo) i Jana Malanowiczów. Miał dwie starsze siostry – Krystynę i Teresę. Jego babka była Rosjanką, a w domu mówiło się w obydwu językach. Jego ciotką była przedwojenna aktorka Maria Malanowicz-Niedzielska. Ojciec był w AK i zaginął, kiedy syn miał trzy lata. Wychowywała go, wraz z dwojgiem rodzeństwa, samotna matka, która miała związki z wileńskim zgrupowaniem Armii Krajowej. Po wojnie rodzina przyjechała w nowe granice Polski z drugą falą ekspatriantów do Iławy, a następnie po roku osiedliła się w Olsztynie, gdzie Zygmunt Malanowicz ukończył szkołę podstawową i średnią.
Do wyboru zawodu aktorskiego Zygmunta Malanowicza zainspirowali Halina i Jan Machulscy. Po maturze zdawał bez powodzenia do dwóch szkół aktorskich – PWST w Warszawie i PWST Kraków. Podjął pracę jako konwojent w Przedsiębiorstwie Produkcji Leśnej „Las”, zanim został przyjęty na Wydział Aktorski PWSFTviT w Łodzi. Studia ukończył w 1963.

### Kariera
Na początku studiów po raz pierwszy trafił przed kamery w epizodycznej roli wychowanka zakładu poprawczego (nie występuje w napisach) w filmie psychologicznym Stanisława Różewicza Miejsce na ziemi (1959). Wystąpił też w kilku etiudach szkolnych: Pokój dziecinny (1960), Mordercy (1960), Moglibyśmy mieć to wszystko (1960) i Hotel Metropole (1960). Na trzecim roku studiów podczas wakacji na Mazurach zagrał rolę Chłopaka w dramacie psychologicznym Romana Polańskiego Nóż w wodzie (1961) u boku Jolanty Umeckiej i Leona Niemczyka. Jednak za spóźnienie się na rozpoczęcie IV, dyplomowego roku wyrzucono go ze studiów, bo nie dostał pozwolenia na udział w filmie. Wkrótce jednak przyjęto go z powrotem do szkoły. Rola ta przyniosła mu co prawda rozgłos i popularność, ale – ze względu na nieprzychylność władzy i nagonkę na twórców filmu – Malanowicz nie zagrał ani jednej pierwszoplanowej roli w kinie przez kolejnych siedem lat. Zajął się wówczas występowaniem w teatrze. Był jednak aktorem znanym i rozpoznawalnym dla szerokiej publiczności.
W 1962 zadebiutował na scenie Teatru Ziemi Lubuskiej w Zielonej Górze w roli Aleksyego Otszelnikowa w przedstawieniu Leonida Leonowa Połowczańskie sady w reż. Marka Okopińskiego. W latach 1963–1966 grał w Teatrze Polskim w Poznaniu, gdzie odniósł sukces w roli Waltera w spektaklu Ferdynanda Crommelyncka Dziecinni kochankowie w reż. Marka Okopińskiego, za którą otrzymał nagrodę SPATiF Sopot/ZASP dla młodego aktora na 5. edycji Kaliskich Spotkań Teatralnych (1965), wyróżnienie na II Telewizyjnym Festiwalu Teatrów Dramatycznych (1965) oraz wyróżnienie na V Telewizyjnym Festiwalu Teatrów Dramatycznych (1968).
Po występie jako Józef Przybyła w dramacie wojennym produkcji NRD Nadzy wśród wilków (Nackt unter Wölfen, 1963) na podstawie autobiograficznej powieści Brunona Apitza pod tym samym tytułem w reż. Franka Beyera, podjął współpracę z Teatrem Telewizji grając w dwóch produkcjach: Kordian i cham Leona Kruczkowskiego (1964) w reż. Marka Okopińskiego i Szkoła miłości (1966) w reż. Jerzego Hoffmana. Wystąpił w roli Eddy’ego, kolegi głównego bohatera (Jan Nowicki) w komediodramacie Jerzego Skolimowskiego Bariera (1966). U Andrzeja Wajdy zagrał w Polowaniu na muchy (1969) i Krajobrazie po bitwie (1970). Był porucznikiem MO w dramacie Andrzeja Jerzego Piotrowskiego Znaki na drodze (1970). Zagrał protagonistę – Stanisława Czermienie, niesłusznie podejrzanego o udział w zbiorowym gwałcie i zamordowanie ofiary w sensacyjnym dramacie społecznym Andrzeja Trzosa-Rastawieckiego Trąd (1971).
Często grywał w filmach Bohdana Poręby – Hubalu (1973), Gdzie woda czysta i trawa zielona (1977), Polonia Restituta (1981) i Penelopy (1989), a za rolę tytułową rewolucjonisty i jednego z wodzów Komuny Paryskiej Jarosława Dąbrowskiego w biograficznym filmie historycznym Jarosław Dąbrowski (1975) zdobył nagrodę za najlepszą rolę męską na Festiwalu w Karlowych Warach. W serialu Jana Łomnickiego Dom (1980, 1982) stworzył sugestywną postać Tomasza Ciećwierza, oficera ludowego WP zniszczonego przez system komunistyczny. Po transformacji ustrojowej w latach 90. nie otrzymywał ciekawych propozycji w kraju, częściowo ze względu na ostracyzm środowiska filmowego za jego współpracę z Porębą. W tym czasie Malanowicz był aktywny za granicą i realizował własne scenariusze na Białorusi, w tym dramat Szlachetna krew (Висока кров, 1989), gdzie wystąpił w roli Makarycza.
Powrotem do polskiego filmu były Tulipany (2004) Jacka Borcucha. Pojawiły się również sukcesy teatralne – w warszawskim Teatrze Dramatycznym (2000–2003), a następnie w Teatrze Rozmaitości (2003–2008). W 2008 Malanowicz dołączył do zespołu jednej z najbardziej oryginalnych stołecznych scen – Nowego Teatru Krzysztofa Warlikowskiego.
Na ekranie odgrywane przez niego postacie to na ogół ludzie skomplikowani psychologicznie, uwikłani w różnego rodzaju trudne sytuacje życiowe, postawieni przed dylematami moralno-obyczajowymi. Jego styl gry cechował wysoki poziom ekspresji i zaangażowania emocjonalnego.
W ostatnich latach brał udział w najważniejszych przedstawieniach Nowego Teatru w Warszawie. Przygotowywał się do roli Odysa w nowym spektaklu, którego premiery nie doczekał.

### Śmierć

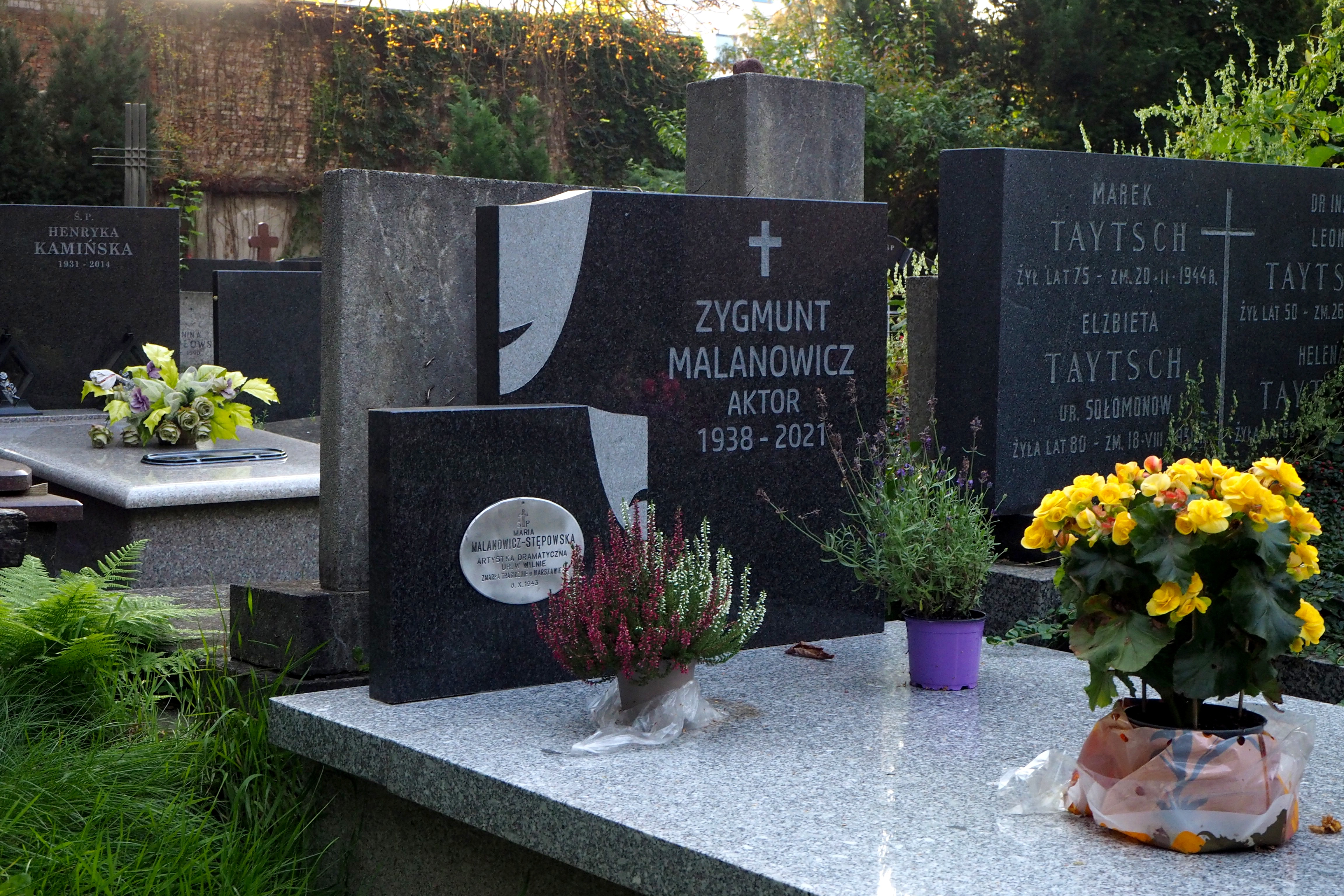
Grób Zygmunta Malanowicza i Marii Malanowicz-Niedzielskiej oraz na cmentarzu ewangelicko-reformowanym przy ul. Żytniej w Warszawie

Zmarł 4 kwietnia 2021 w wieku 83 lat. 15 kwietnia 2021 został pochowany na cmentarzu ewangelicko-reformowanym w Warszawie (kwatera 4-6-2).

## Kariera teatralna
- Teatr Ziemi Lubuskiej w Zielonej Górze (1962–1963)
- Teatr Polski w Poznaniu (1963–1966)
- Teatr Ludowy w Krakowie (1966–1971)
- Teatr Powszechny w Łodzi (1975–1978)
- Teatr im. Stefana Żeromskiego w Kielcach (1978–1980)
- Teatr Studio w Warszawie (1980–1982)
- Teatr Rozmaitości w Warszawie (1982–1991)
- bez etatu w latach 1991–2000
- Teatr Dramatyczny w Warszawie (2000–2003)
- Teatr Rozmaitości w Warszawie (2003–2008)
- Nowy Teatr w Warszawie (od 2008)

## Filmografia

### Aktor
- 2020: Usta usta jako Tadeusz Żurawicz, podopieczny Piotra
- 2019: Marynarz bez łodzi
- 2018: Dziura w głowie jako stary aktor
- 2015: Ojciec jako ojciec
- 2015: Prawo Agaty jako Jan Stępień (odc. 87)
- 2015: Córki dancingu, jako kierownik sali
- 2010: Glasgow, jako Miecio
- 2009: Wszystko, co kocham, jako dziadek Janka
- 2008: Londyńczycy, jako Władek, portier w teatrze (odc. 11 i 12)
- 2004: Tulipany, jako Malutki
- 2003: Knife in the Water: A Ticket to the West, jako on sam
- 2002: Kanał, jako wędkarz
- 2001: Na swoje podobieństwo, jako ojciec
- 1997: Pułapka, jako pianista
- 1989: Szlachetna krew, jako Makarycz
- 1988: Przeprawa, jako kapitan „Posępny”
- 1988: Penelopy, jako dziennikarz
- 1985: Chrześniak, jako sekretarz partii
- 1985: Pobojowisko, jako Łoś
- 1985: W cieniu nienawiści, jako kierownik
- 1984: Pan na Żuławach, jako kapitan Lisowski
- 1983:  Katastrofa w Gibraltarze, jako podpułkownik Bohdan Kleczyński
- 1983: Pastorale Heroica, jako Wiktor
- 1981: Stacja, jako zwolniony z więzienia
- 1980: Polonia Restituta, jako Franek Pawlak
- 1980: Zamach stanu, jako Kazimierz Bagiński
- 1980–2000: Dom, jako Tomasz Ciećwierz (1980; 1982)
- 1980: Krach Operacji Terror (Krakh operatsii Terror), jako Andrzej
- 1979: Lekcja martwego języka, jako Valasek, naczelnik stacji
- 1978: „Ty pójdziesz górą..." (Eliza Orzeszkowa), jako mężczyzna w Ludwinowie
- 1978: Dux Polonorum – Niemcza 1017 Rok, jako Gall Anonim
- 1978: Zapowiedź ciszy, jako lekarz
- 1977: Gdzie woda czysta i trawa zielona, jako delegat
- 1977: Józia, jako Nowak
- 1977: Zakręt, jako lekarz
- 1977: Tańczący jastrząb, jako dziedzic
- 1976: Wielki układ, jako Janicki
- 1975: Dyrektorzy jako Czerny, sekretarz KW
- 1975: Hazardziści, jako Wojciech Misiurski, taksówkarz
- 1975: Jarosław Dąbrowski, jako Jarosław Dąbrowski
- 1974: Ile jest życia, jako dziennikarz Andrzej, przyjaciel Janasa
- 1973: Ciemna rzeka, jako Janek
- 1973: Hubal, jako ksiądz Ludwik Mucha
- 1973: Droga jako kierowca Zbyszek Gerlicz
- 1972: Kopernik
- 1972: Kopernik (odc. 1)
- 1972: Na krawędzi, jako Ryszard Czernik
- 1971: Wezwanie, jako Staszek
- 1971: Trąd, jako Stanisław Czermień
- 1970: Krajobraz po bitwie, jako ksiądz Redaktor
- 1969: Znaki na drodze, jako porucznik MO
- 1969: Polowanie na muchy, jako Włodek
- 1967–1968: Stawka większa niż życie jako Johann Streit
- 1966: Bariera, jako Eddy, kolega bohatera
- 1963: Nadzy wśród wilków (Nackt unter Wölfen), jako Przybyła
- 1961: Nóż w wodzie, jako chłopak
- 1959: Miejsce na ziemi, jako uczeń

### Polski dubbing
- 1976: Pogoda dla bogaczy

### Scenariusz
- 2000: Wyrok na Franciszka Kłosa
- 1992: Bez ulik
- 1989: Szlachetna krew

### Reżyser
- 1992: Bez ulik
- 1989: Szlachetna krew

## Role teatralne
- 1969: Otello Williama Szekspira, reż. Bogdan Hussakowski w Teatrze Ludowym w Krakowie jako Jago
- 2007: Anioły w Ameryce Tony’ego Kushnera, reż. Krzysztof Warlikowski w TR Warszawa jako Martin Heller, Aleksiej A. Prelapsarianow
- 2009: (A)pollonia, reż. Krzysztof Warlikowski w Nowym Teatrze w Warszawie
- 2018: Inspekcja, reż. Jacek Raginis-Królikiewicz, Teatr Telewizji, jako generał Henryk Minkiewicz

## Odznaczenie
- 1986: Srebrny Krzyż Zasługi

## Nagrody
- 1965: Nagroda SPATiF-ZASP dla młodego aktora za rolę Waltera w przedstawieniu „Dziecinni kochankowie” Fernanda Crommelyncka w Teatrach Dramatycznych w Poznaniu na V Kaliskich Spotkaniach Teatralnych
- 1965: Wyróżnienie za rolę Waltera w przedstawieniu „Dziecinni kochankowie” w Teatrze Polskim w Poznaniu na II Telewizyjnym Festiwalu Teatrów Dramatycznych
- 1968: Wyróżnienie za rolę Waltera w „Dziecinnych kochankach” na V Telewizyjnym Festiwalu Teatrów Dramatycznych
- 1973: Trąd, nagroda aktorska „KSF Młodzi i film” – Koszalin
- 2018: Honorowy „Kryształowy Żagiel” na 1. Giżyckim Festiwalu Filmowym
- 2018: Nagroda Specjalna miesięcznika „Teatr” w uznaniu „całej drogi twórczej ze szczególnym uwzględnieniem ról w spektaklach Krzysztofa Warlikowskiego oraz dwóch ostatnich ról w spektaklach telewizyjnych: Romana w „Cichej nocy” Amanity Muskarii w reżyserii Pawła Paszty w cyklu „Teatroteka” i generała Henryka Minkiewicza w „Inspekcji” Grzegorza Królikiewicza i Jacka Raginisa-Królikiewicza w reżyserii Jacka Raginisa-Królikiewicza w Teatrze Telewizji”.